# زنبق النهار الفوريستي
زنبق النهار الفوريستي (الاسم العلمي: Hemerocallis forrestii) هو نوع من النباتات يتبع جنس زنبق النهار من فصيلة المصفورية.